# Aer Chór na hÉireann
L'Aer Chór na hÉireann o in inglese Irish Air Corps, spesso abbreviato in IAC (Corpo aereo irlandese), è l'attuale aeronautica militare dell'Irlanda e parte integrante delle Forze di difesa irlandesi. Si occupa della difesa aerea in supporto dell'Esercito e della Marina, oltre ad altri compiti assegnati dal governo (come operazioni di ricerca e salvataggio, trasporto aereo ministeriale ed altro). La base principale è il Casement Aerodrome, che si trova nella contea di Dublino, a Baldonell.

## Storia

### Le origini
L'origine dell'Aer Chór risale alla discussione del trattato anglo-irlandese del 1921, quando un biplano Martinsyde Mark II Type A fu acquistato e lasciato pronto ventiquattr'ore all'aeroporto di Croydon per permettere a Michael Collins di fuggire in Irlanda nel caso di fallimento delle trattative. Questo non si rese necessario e così l'aereo divenne il primo velivolo militare irlandese, divenendo attivo nel giugno del 1922.
Alla fine del 1922 l'Aer Chór comprendeva dieci velivoli (compresi sei Bristol F.2B della prima guerra mondiale) e circa quattrocento uomini.
Durante gli anni trenta i fondi non erano abbondanti ma nel 1938 furono consegnati quattro biplani Gloster Gladiator; ne furono ordinati altri otto ma furono bloccati dallo scoppio della seconda guerra mondiale, chiamata nella neutrale Irlanda The Emergency (It. L'Emergenza).

### La seconda guerra mondiale
Durante la seconda guerra mondiale non furono registrati combattimenti tra aerei dell'Aer Chór e delle nazioni belligeranti (sia dell'Asse che degli Alleati) sebbene vennero abbattuti dozzine di palloni aerostatici d'osservazione staccatisi dai loro cavi d'ancoraggio. 163 aerei belligeranti precipitarono o atterrarono in Irlanda durante la guerra così l'Aer Chór ottenne, sottraendoli alla Royal Air Force, un Lockheed Hudson, un Fairey Battle e tre Hawker Hurricane.
Per un breve periodo fu ordinato ai piloti irlandesi di caccia di usare i loro velivoli per bloccare le piste degli aeroporti. Loro dovevano inoltre sparare contro ogni invasore.
L'Hurricane diede all'Aer Chór un caccia buono e moderno; in un primo momento non meno di venti Hurricane volarono con i colori irlandesi.

### Il dopoguerra

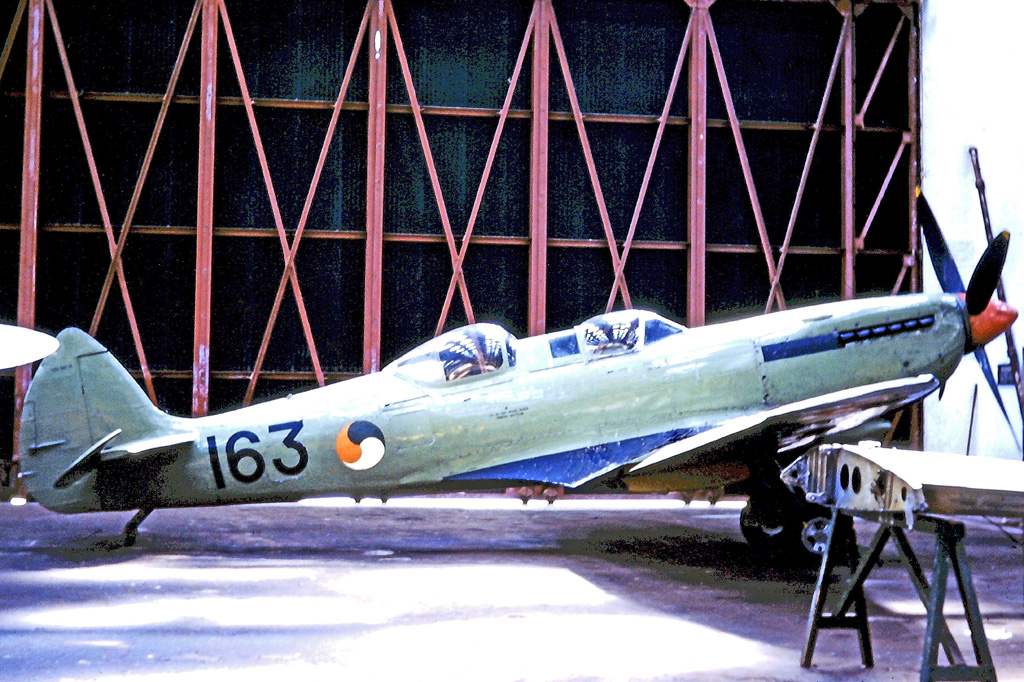
Supermarine Spitfire T.9 163 in 1967

Dopo la guerra gli Hurricanes furono rimpiazzati con dei Supermarine Seafire e con pochi Supermarine Spitfire con doppi comandi come addestratori. Il de Havilland DH.104 Dove divenne invece l'aereo da trasporto dello IAC. Il primo jet arrivò il 30 giugno 1956 quando fu acquistato un de Havilland Vampire T55 da addestramento.

### L'espansione
Nel 1963 l'Aer Chór si dotò dei suoi primi elicotteri, degli Alouette III (sette di quelli acquistati rimasero in servizio fino a poco tempo fa). Durante il loro servizio 3.300 persone li hanno usati per le operazioni di ricerca e salvataggio e per l'elisoccorso.
A metà degli anni settanta l'espansione del Ministerial Air Transport Service (MATS, Servizio di trasporto aereo ministeriale) seguì l'ingresso dell'Irlanda nella Comunità europea (l'odierna Unione europea) e comportò l'acquisto del primo aviogetto di rappresentanza dell'Aer Chór, un British Aerospace BAe 125.
Nel 1975 furono acquistati diversi aerei a getto Fouga CM-170 Magister di seconda mano dall'Armée de l'Air. Questi vennero usati come addestratori e come velivoli del Light Strike Squadron (Squadriglia d'attacco leggero) e delle Silver Swallows. Furono ritirati dal servizio nel 1998 senza essere rimpiazzati lasciando così l'Aer Chór senza aviogetti d'attacco.

### Storia recente

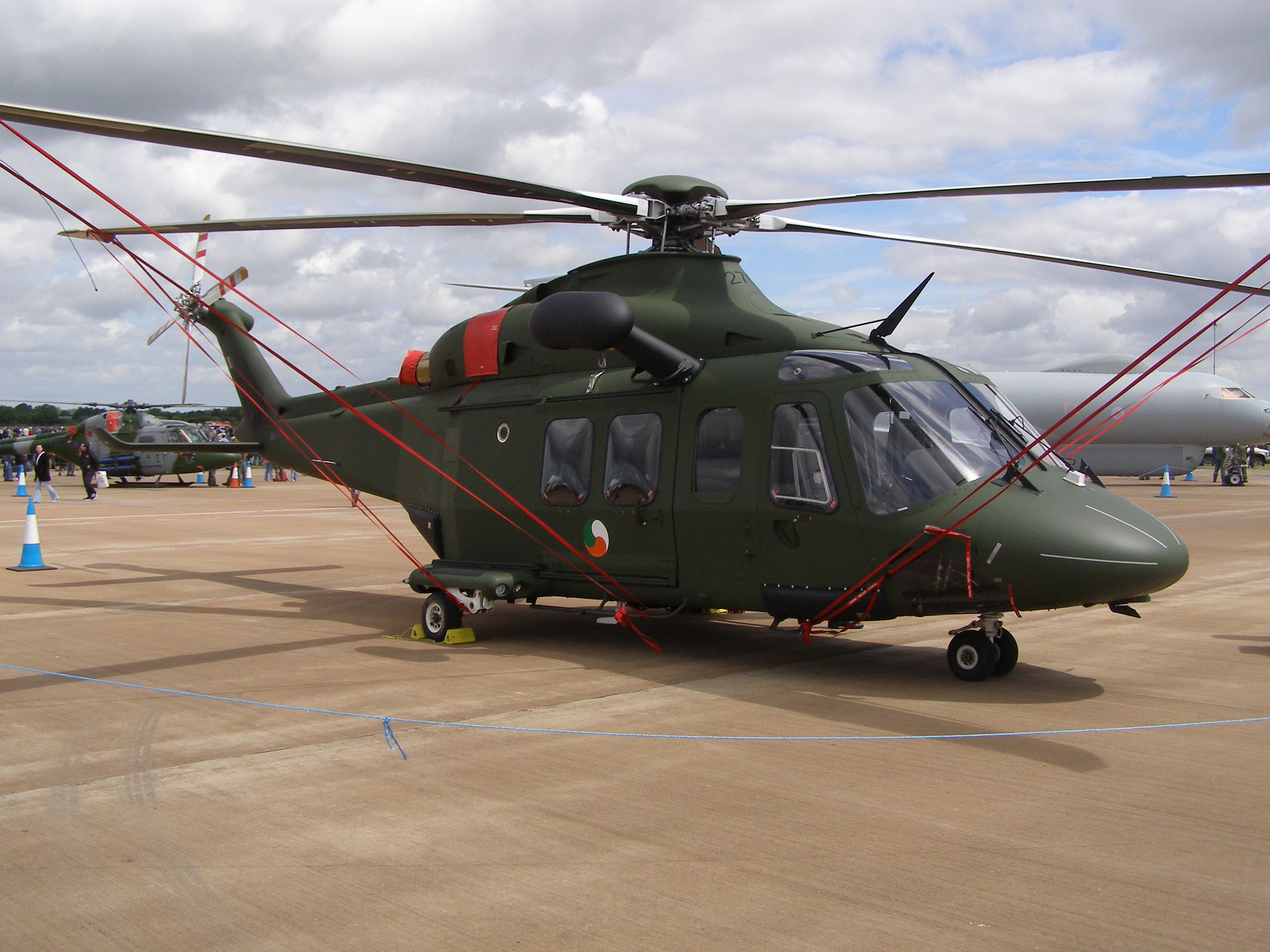
Un AW 139 dell'Aer Chór.

Come parte dei doveri verso l'Unione europea l'Irlanda è responsabile del pattugliamento di 342.000 km2 di mare. Per poter fare questo l'Aer Chór utilizzò tre Beechcraft Super King Air turboelica, sostituiti poi da due bimotori turboelica CASA CN-235, specifici per il pattugliamento marittimo. Due dei Super King furono venduti mentre il terzo fu trasferito al MATS.

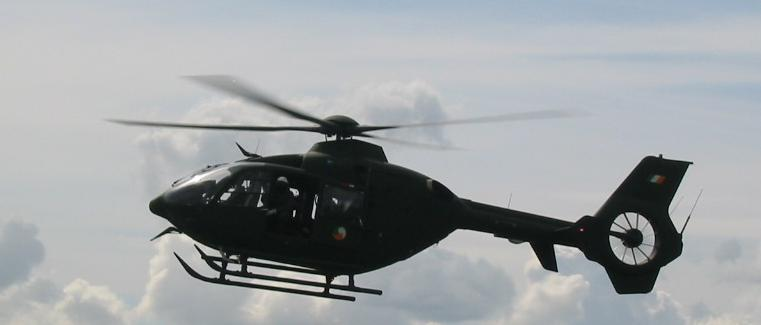
Un Eurocopter EC 135 dell'Aer Chór.

Per il MATS, in seguito all'assunzione da parte dell'Irlanda della Presidenza del consiglio dell'Unione europea, l'Aer Chór affittò un Gulfstream III che, nel 1990, divenne il primo velivolo militare irlandese a circumnavigare il globo trasportando il ministro degli esteri a Ottawa, Anchorage, Sapporo, Bandar Seri Begawan, Kuching, Bombay, Dubai e Roma prima del ritorno a Dublino. In tempi più recenti fu acquistato, in aggiunta a un Learjet 45, anche un Gulfstream IV.
Il 18 marzo 2004 otto addestratori Pilatus PC-9 furono ufficialmente accettati dall'Aer Chór. Il 21 aprile dello stesso anno arrivarono i primi tre velivoli. Questi aeromobili furono i primi a rompere la tradizione dell'Aer Chór della numerazione in serie. Per decisione del GOC (General Officer Commanding, ufficiale generale in comando, un brigadier generale), si partì a numerare la coda dal 260, saltando così il 259 poiché l'ultimo velivolo acquistato, un Learjet 45, aveva il 258. Il Pilatus è il secondo velivolo, dopo il Vampire, ad avere il seggiolino eiettabile.

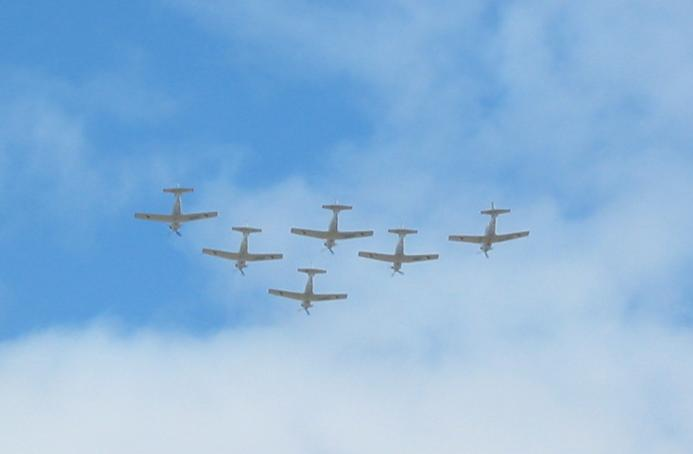
Volo in formazione di alcuni Pilatus PC-9 dello IAC.

Due nuovi elicotteri leggeri Eurocopter EC 135 P2 furono consegnati all'Aer Chór nel novembre del 2005. Più recentemente sono stati ricevuti dei nuovi elicotteri leggeri per aumentare la forza dello IAC. Il primo di quattro AgustaWestland AW139 (con l'opzione per l'acquisto di due ulteriori) è stato consegnato allo IAC dalla fabbrica Agusta di Milano nel novembre del 2006. I due rimasti invece nella città lombarda per l'addestramento dei piloti irlandesi sono arrivati sull'isola nel dicembre dello stesso anno. Questi elicotteri sono stati i primi irlandesi ad essere dotati di mitragliatrici anticarro da 7,62 mm.
È stato inoltre rivelato che nel 2006 lo IAC ha siglato un contratto con la EADS-CASA per eseguire delle migliorie sui suoi due CASA CN-235. I lavori riguardano l'installazione di nuovi radar, della visione ad infrarossi anteriore e di nuovi controlli elettronici. L'intervento è iniziato nel 2007 e si svolge su un velivolo per volta.

## Aeromobili in uso
Sezione aggiornata annualmente in base al World Air Force di Flightglobal del corrente anno. Tale dossier non contempla UAV, aerei da trasporto VIP ed eventuali incidenti accorsi durante l'anno della sua pubblicazione. Modifiche giornaliere o mensili che potrebbero portare a discordanze nel tipo di modelli in servizio e nel loro numero rispetto a WAF, vengono apportate in base a siti specializzati, periodici mensili e bimestrali. Tali modifiche vengono apportate onde rendere quanto più aggiornata la tabella.
La Aer Chór na h-Éireann, o Irish Air Corps, negli anni ha assunto la gestione di tutti gli aeromobili militari e istituzionali della Nazione.
| Aeromobile                   | Origine              | Tipo                                                    | Versione (denominazione locale) | In servizio (2024) | Note | Immagine          |
| Aereo per impieghi speciali  |                      |                                                         |                                 |                    | |                   |
| Airbus C295                  | Unione europea       | aereo da pattugliamento marittimo                       | C-295 MPA                       | 1                  | 2 C295 MPA ordinati a dicembre 2019. Primo esemplare consegnato il 27 giugno 2023. |                   |
| Britten Norman Defender 4000 | Svizzera Regno Unito | aereo da pattugliamento marittimo aereo da ricognizione | BN2T-4S                         | 1                  | 2 BN2T-4S consegnati. Impiegato per conto della Garda Air Support Unit, l'unità aerea della polizia irlandese. | su airliners.net. |
| Airtech CN-235               | Spagna               | aereo da pattugliamento marittimo                       | CN-235M-100P                    | 2                  | 2 CN-235M-100P consegnati a partire dal 1994, e cogestiti con il Naval Service. Aggiornati nel 2008. |                   |
| Pilatus PC-12                | Svizzera             | ISR                                                     | PC-12NG                         | 3                  | 3 PC-12NG ordinati a dicembre 2017, consegnati tra il 2019 ed il 2020. |                   |
| Aerei da trasporto           |                      |                                                         |                                 |                    | |                   |
| Airbus C295                  | Unione europea       | aereo da trasporto                                      | C-295MW                         | 0                  | 1 C-295MW ordinato a gennaio 2023. |                   |
| Learjet 45                   | Stati Uniti          | aereo da trasporto                                      | LJ 45                           | 1                  | 1 LJ 45 consegnato nel 2003, e cogestito con Department of Health and Children. |                   |
| Dassault Falcon 6X           | Francia              | aereo da trasporto VIP                                  | Falcon 6X                       | 0                  | 1 Falcon 6X ordinato il 18 dicembre 2024. |                   |
| Aerei da addestramento       |                      |                                                         |                                 |                    | |                   |
| Pilatus PC-9                 | Svizzera             | addestramento                                           | PC-9M                           | 7                  | 8 PC-9M ordinati a gennaio 2003, ed entrati in servizio a partire dall'inizio di ottobre 2004. Uno perso in un incidente il 12 ottobre 2009. Possono installare mitragliatrici o razziere e fornire una limitata capacità di attacco al suolo. Previsti in sostituzione nel 2025. |                   |
| Elicotteri                   |                      |                                                         |                                 |                    | |                   |
| AgustaWestland AW139         | Italia               | elicottero utility                                      | AW139                           | 6                  | 6 AW139 consegnati, sono cogestiti con l'esercito. Possono essere armati con mitragliatrici FN MAG montate in cabina. |                   |
| Eurocopter EC 135            | Francia              | elicottero utility                                      | EC 135P2+EC 135T2               | 2                  | 2 EC 135P2+ ricevuti nel novembre 2005 e cogestiti con l'esercito. 2 EC 135T2 consegnati rispettivamente nel 2002 e nel 2008, cogestiti con la Garda Siochana (Irish National Police Air Support Unit).                                                                           |                   |
| Airbus Helicopters H145M     | Francia              | elicottero utility                                      | H145M                           | 0                  | 4 H145M ordinati il 30 dicembre 2024. |                   |

## Aeromobili ritirati
- Cessna 172H Skyhawk - (1972-2019)[15]
- Aérospatiale SA 316A Alouette III - 3 esemplari (1963-2007)[24][25]
- Aérospatiale SA 316B Alouette III - 5 esemplari (1974-2007)[24][25]
- Airbus Helicopters AS365 Dauphin - Ritirati nel 2005 e rivenduti nel 2008 all'Armada de Chile.[26]
- SIAI-Marchetti SF-260WE Warriors
- Aérospatiale SA 342L Gazelle - (1979-2005)[25]
- Sikorsky S-61N
- Eurocopter Ecureuil
- Fouga CM-170-2 Magister - 6 esemplari (1975-1999)[20][27]
- de Havilland Vampire T.55 - 6 esemplari (?-1975).[27]

## Gradi
I gradi dell'Aer Chór sono simili a quelli dell'esercito irlandese. Vi sono attualmente in servizio 850 graduati.

### Ufficiali
- Briogáidire-Ginearál (brigadier generale, corrisponde all'italiano generale di brigata aerea);
- Chornal (colonnello);
- Lefteanant-Chornal (tenente colonnello);
- Ceannfort (ufficiale in comando, corrisponde all'italiano maggiore);
- Captaen (capitano);
- Lefteanant (tenente);
- Dara-Lefteanant (sottotenente).

### Sottufficiali e truppa
- Maor-Sáirsint Reisiminte (sergente maggiore del reggimento, corrisponde agli italiani primo maresciallo luogotenente, primo maresciallo e maresciallo di prima classe);
- Ceathrúsháirsint Reisiminte (sergente reggimentale alla sussistenza, corrisponde agli italiani maresciallo di seconda classe e maresciallo di terza classe);
- Sáirsint Eitleoige (sergente di reggimento aereo, corrisponde all'italiano sergente maggiore capo);
- Ceathrúsháirsint Eitleoige (sergente alla sussistenza del reggimento aereo, corrisponde all'italiano sergente maggiore);
- Sáirsint (sergente);
- Ceannaire (caporale, corrispondente agli italiani primo aviere capo, primo aviere scelto e aviere capo);
- Eitleoir, 3 Réalta (aviere con tre stelle o aviere di prima classe, corrispondente all'italiano primo aviere);
- Eitleoir, 2 Réalta (aviere con due stelle o aviere di seconda classe, corrispondente all'italiano aviere scelto);
- Printísigh (apprendista, non ha gradi corrispondenti nell'Aeronautica Militare);
- Earcaím (recluta, corrispondente però all'italiano aviere).